# 벤누

벤누(Bennu, /ˈbɛnuː/)는 태양, 창조, 부활과 관련된 고대 이집트의 신이다. 그리스 신화에서 발전된 불사조 전설에 대한 최초의 영감을 주었을 수도 있다.

## 역할
이집트 신화에 따르면 벤누는 세상 창조에 역할을 했다고 전해지는 스스로 창조된 존재였다. 그는 태양신 라 (이집트 신화)(Ra)의 바(영혼의 성격 요소)이며, 아툼(Atum)의 창조적인 행동을 가능하게 했다고 전해진다. 신은 창조 이전에 존재했던 누 (이집트 신화)의 물 위를 날아가 바위 위에 내려와 창조의 본질을 결정하는 소리를 냈다고 한다. 그는 또한 부활의 상징이었으며 따라서 오시리스와 연관되어 있었다.
벤누의 칭호 중 일부는 "스스로 존재하게 된 자"와 "희년의 주"였다. 벤누가 태양처럼 주기적으로 자신을 갱신한다는 믿음을 언급하는 후자의 별칭은 그렇게 생각되었다. 그의 이름은 "광채로 솟아오르다" 또는 "빛나다"를 의미하는 이집트 동사 wbn과 관련이 있다.

## 같이 보기
- 봉황
- 불새 (슬라브 전설)
- 주작